# Kort Amerikaans (film)
Kort Amerikaans is een Nederlandse speelfilm uit 1979 van Guido Pieters met in de hoofdrollen Derek de Lint en Tingue Dongelmans.
Het scenario van de film is gebaseerd op de roman Kort Amerikaans van Jan Wolkers uit 1962. De pers reageerde overwegend negatief op de film en ook het bioscooppubliek kwam niet zo massaal opdagen als bij de andere Wolkersverfilming Turks Fruit uit 1973. Desondanks kwamen er nog 372.577 bezoekers naar de bioscoop.

## Verhaal
Leiden 1944. Erik van Poelgeest is een gefrustreerd kunstenaar. Als kind liep hij een litteken op dat altijd zichtbaar was omdat hij gedwongen werd zijn haar kort te dragen. Nu heeft hij halflang haar om het litteken te verbergen. Om tewerkstelling in Duitsland te voorkomen, is Erik ondergedoken in Leiden en beschildert lampenkappen. Zijn moeder komt hem zo nu en dan een pannetje eten brengen. Erik is blij om weg te zijn uit het ouderlijk huis waar de Bijbelteksten hem om de oren vlogen. Hij krijgt een verhouding met de Joodse onderduikster Elly met wie hij samenwerkt. Maar Erik merkt dat hij moeite heeft met de seksuele relatie en hij zoekt troost bij een gipsen torso die hij gevonden heeft op de schildersacademie waar hij vaak is te vinden. De schildersacademie staat onder leiding van een NSB’er en wordt bevolkt door vreemde creaturen als de kunstenaar De Spin en ook een NSB'er met wie Erik gesprekken voert. Later pleegt De Spin zelfmoord. Als de directeur van de academie vlucht voor de verwachte komst van de geallieerden, gaat Erik permanent in de schildersacademie wonen. Elly trekt bij hem in en betrapt hem als hij de liefde bedrijft met de gipsen vrouwentorso. Ze smijt hem stuk en wordt door Erik in een woedende reactie gewurgd. Na de bevrijding proberen Nederlandse soldaten Erik te arresteren. Erik verdedigt zich met een geweer, maar wordt doodgeschoten.

## Rolverdeling
| Acteur                  | Personage              |
| ----------------------- | ---------------------- |
| Derek de Lint           | Erik van Poelgeest     |
| Tingue Dongelmans       | Elly                   |
| Cristel Braak           | Ansje                  |
| Guus Oster              | D'Ailleurs             |
| Joop Admiraal           | De Spin                |
| Andrea Domburg          | moeder van Erik        |
| Pierre Van Doude        | vader van Erik         |
| Bernhard Droog          | Van Grouw              |
| Hedie Meyling           | Betty                  |
| Tilly Perin-Bouwmeester | oma                    |
| Henk Rigters            | begrafenisondernemer   |
| Liane Saalborn          | mevrouw D'Ailleurs     |
| Manon Alving            | moeder De Spin         |
| Ralph Wingens           | heer Rozier            |
| Nicolaas Homan          | Erik als kleine jongen |

## Titel
Het kapsel dat Erik als jongen altijd moest dragen, kort Amerikaans, is de titel van boek en film. Kort Amerikaans is de Nederlandse benaming voor de zogenaamde 'crew cut', de haardracht van veel Amerikaanse soldaten uit de Tweede Wereldoorlog.

## Scenario
Na het succes van Doctor Vlimmen in 1978 was regisseur Guido Pieters plotseling in trek bij diverse producenten. Pieters ging in zee met producent Gerrit Visscher die plannen had om de roman Kort Amerikaans van Jan Wolkers te verfilmen. Pieters had het boek in 1964 op zestienjarige leeftijd gelezen en voelde een band met de hoofdpersoon in wie hij veel van zichzelf herkende. Visscher bracht een budget van 1,5 miljoen gulden (ca. 675.000 euro) bijeen voor de verfilming. Samen met zijn vriendin Karin Loomans schreef Pieters een scenario. Wolkers, die een vinger in de pap bleef houden, wees de eerste versie af omdat die volgens de schrijver te dicht bij het boek bleef. De tweede versie vond wel genade, hoewel het moeilijk is om na te gaan wat Pieters heeft aangepast, want het uiteindelijk verfilmde scenario wijkt amper af van het boek.

## Acteurs
Het tijdschrift Privé schreef een prijsvraag uit onder de lezers van het blad. De winnares zou de rol van Elly krijgen. Tijdens een uitzending van Henk van der Meydens 'TV Privé' werd door de televisiekijkers Tingue Dongelmans uitgekozen. De andere deelnemers kregen een klein rolletje. In een interview met Skoop uit 1979 vertelde Derek de Lint dat hij de hoofdrol in de film Spetters misliep omdat regisseur Hans Kemna het belachelijk vond dat de film Kort Amerikaans geassocieerd werd met de selectie van acteurs via een tv-programma. Kemna wilde volgens De Lint daarna niets te maken hebben met acteurs die in de film hadden gespeeld. Derek de Lint was door regisseur Guido Pieters zelf uitgekozen. Volgens De Lint in Skoop had Pieters hem gezien in de film Blindgangers en was hij onder de indruk. Pieters zocht een acteur die de film kon dragen omdat het personage Erik bijna de hele film in beeld is. Tijdens de première van de film Dag Dokter zag Pieters Guus Oster en Derek de Lint in bioscooptheater Tuschinski. Pieters had Oster al op het oog voor de rol van D'Ailleurs en koos ook gelijk De Lint voor Erik. De doorslag gaf de manier waarop De Lint om zich heen keek. Derek de Lint bereidde zich voor door met auteur Jan Wolkers over het personage Erik te praten.

## Ontvangst
De film kreeg nogal wat kritiek te verduren. Men vond de film door het vertoonde houterige acteerwerk niet zo best overkomen en de dialogen verliepen volgens de recensenten nogal stroef en geforceerd. Men vond de manier waarop Derek de Lint de liefde bedreef met een torso eerder gênant dan dramatisch, terwijl de rest van de filmerotiek het 'overbekende Nederlandse bloot met platte seks' was. Ook miste men de gelaagdheid van het boek, waardoor de film nogal tweedimensionaal overkwam. Karakters werden niet uitgediept en hoofdpersonage Erik kwam over als een 'raar en vunzig mannetje', die onverschillig staat tegenover de NSB. Wel werd de verzorgde aankleding van de productie geprezen, evenals de muziek van Pim Koopman.